# Franz Weiß (Pfarrer)
Franz Weiß (* 30. Juli 1892 in Schnaitheim, Oberamt Heidenheim; † 2. November 1985 auf der Liebfrauenhöhe in Ergenzingen) war ein katholischer Pfarrer und Widerstandskämpfer gegen den Nationalsozialismus.

## Leben

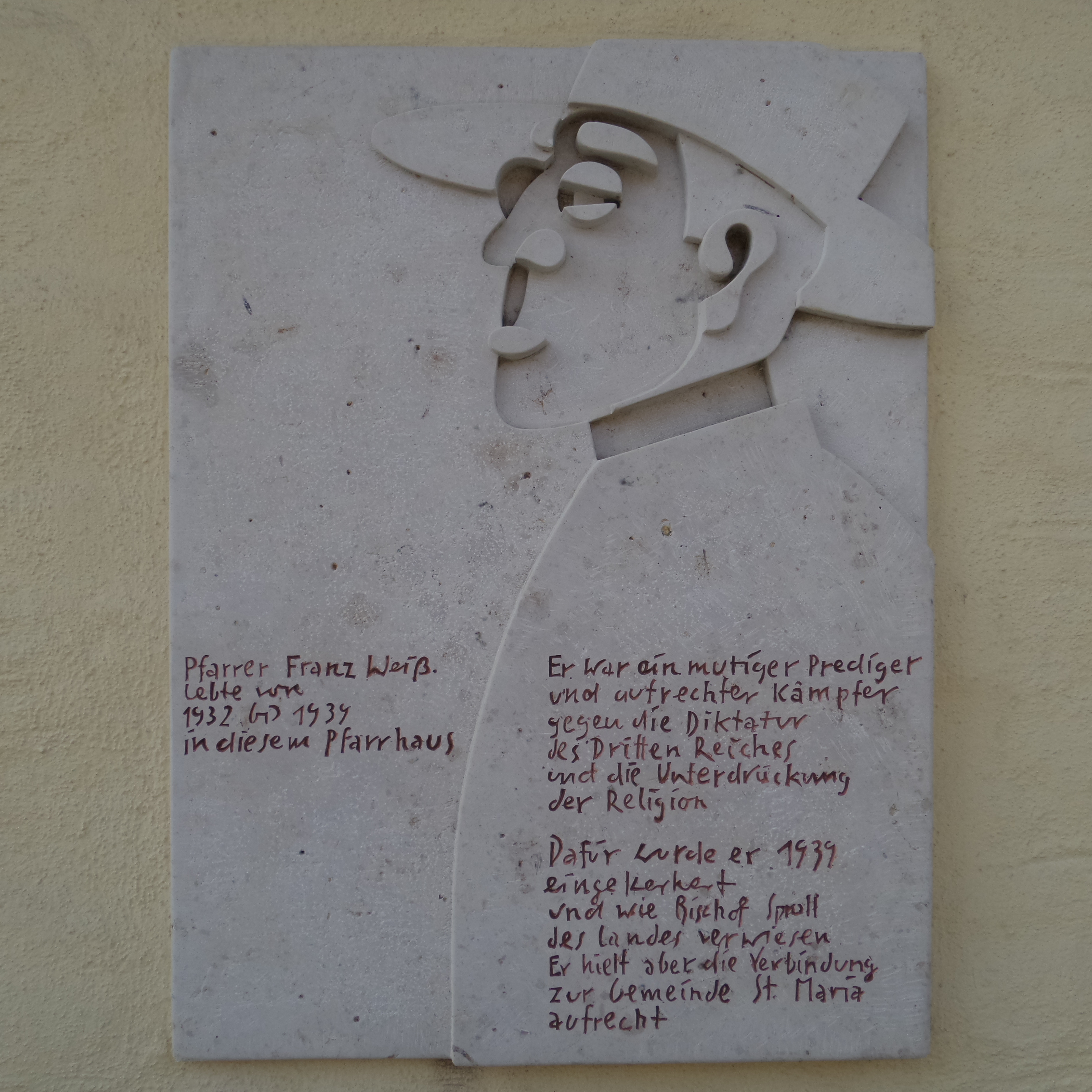
Gedenktafel für Franz Weiß am Pfarrhaus im Klosterhof in Söflingen

Franz Weiß war das zweite von insgesamt neun Kindern einer Försterfamilie. Er besuchte die Lateinschule in Rottenburg, das Konvikt Ehingen und studierte in Tübingen Katholische Theologie. Er war Kriegsteilnehmer im Ersten Weltkrieg und war seit dem 9. August 1914 im Fußartillerie-Regiment Nr. 13 vor Verdun eingesetzt. Dort wurde er 1916 durch Granatsplitter und einen Steckschuss schwer verwundet. Er kehrte aber an die Front zurück und wurde mehrfach ausgezeichnet. Neben beiden Klassen des Eisernen Kreuzes erhielt er den Bayerischen Militärverdienstorden. Weiß beendete den Krieg im Rang eines Leutnants. Dies und seine Auszeichnungen bewahrte ihn lange Zeit vor dem Zugriff der Geheimen Staatspolizei während der Diktatur Adolf Hitlers.
Nach dem Krieg begab er sich ins Priesterseminar Rottenburg zurück. Am 11. Juli 1920 wurde er im dortigen Dom zum Priester geweiht. Es folgten Vikarstellen in Herrlingen-Ehrenstein, Oberndorf am Neckar, Ulm (St. Georg), und Göllsdorf. Am 2. Mai 1926 erhielt Franz Weiß seine erste Pfarrei in Wäschenbeuren. Im Mittelpunkt seiner Tätigkeit als Pfarrer stand der Ausbau der Caritas, die Probleme der Arbeiterinnen, Jugendseelsorge und die liturgische Bewegung. Am 3. Juli 1932 wurde er Pfarrer in Mariä Himmelfahrt Söflingen.
Er plante den Aufbau einer Geheimorganisation namens acies ordinata. Sie sollte aus den etwa 3000 Priestern bestehen, die als Theologiestudenten oder Geistliche am Ersten Weltkrieg teilgenommen hatten. Hintergedanke war, dass Priester mit diesem Lebenslauf vorläufig vom Naziregime geschont wurden und sich daher ungestörter bewegen konnten. Zu diesem Zweck stellte er Kontakte zu Kardinal Michael Faulhaber, Bischof Joannes Baptista Sproll, Clemens August Graf von Galen und weiteren Bischöfen Deutschlands her. Auch den apostolische Nuntius Eugenio Pacelli, den späteren Papst Pius XII., weihte er in sein Vorhaben ein.

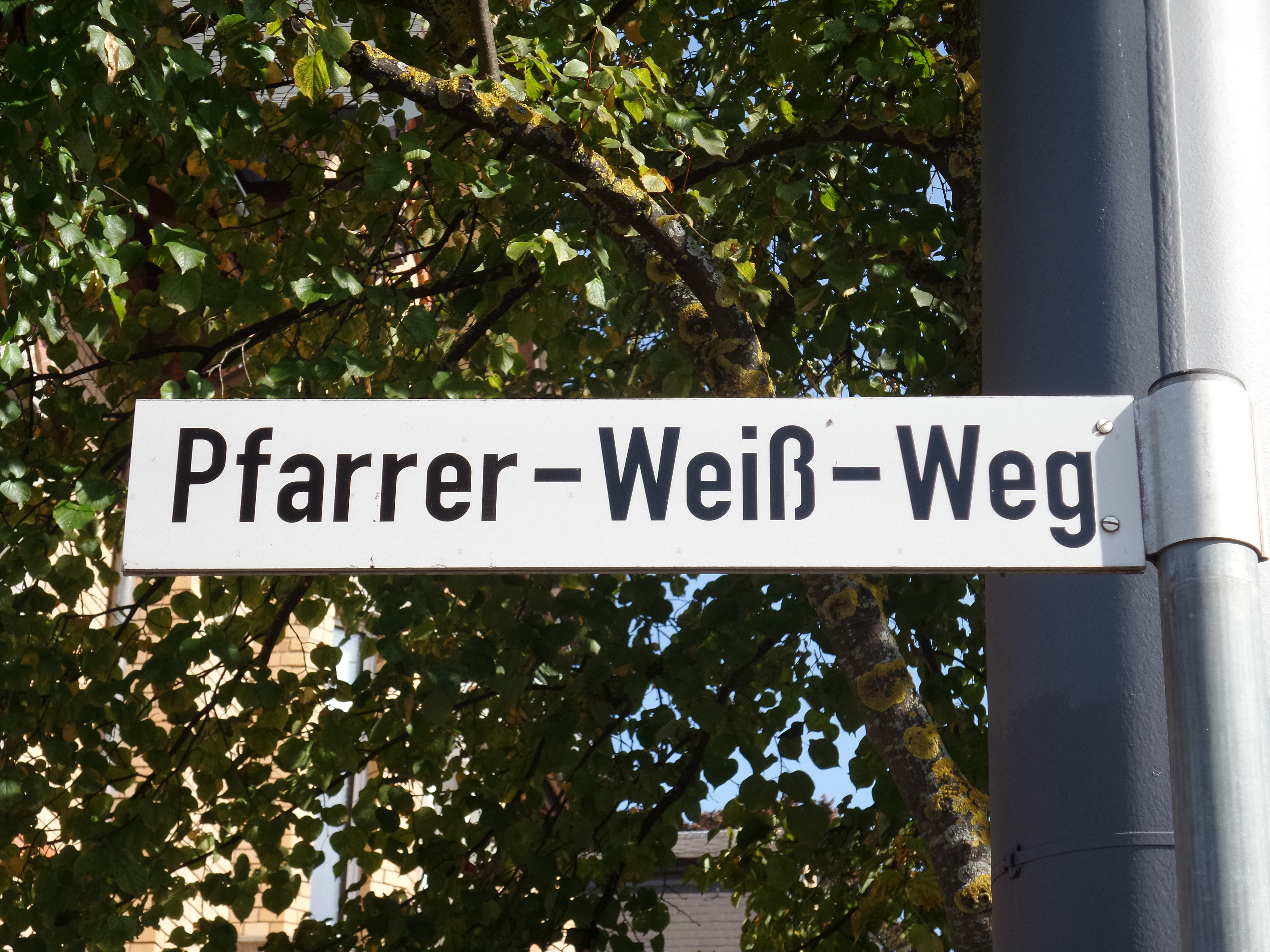
Pfarrer-Weiß-Weg in Ulm

Im Mai 1936 wurde ihm die Erlaubnis zur Erteilung des Religionsunterrichts durch das württembergische Kultusministerium entzogen. Am 22. Februar 1939 erließ die Geheime Staatspolizei einen Ausweisungsbefehl aus Württemberg, Bayern und Hohenzollern, unter anderem wegen Predigten gegen den Rassestandpunkt des Regimes. Am 22. Juni 1939 fand vor dem Sondergericht Stuttgart in Ulm ein Prozess gegen Weiß statt. Angeklagt wurde er wegen regimekritischer Predigten. Es kam zu einer Verurteilung zu einem Jahr Gefängnis wegen Verstoßes gegen den Kanzelparagraphen und gegen das Heimtückegesetz. Weiß bat bei Ausbruch des Krieges um gnadenweise Strafunterbrechung, damit er an der Front Dienst leisten konnte. Am 12. April 1940 wurde er auf Bewährung entlassen und ausgewiesen. Er resignierte den priesterlichen Dienst am 5. Juli 1940 und verbrachte längere Zeit am Bodensee und in Tirol. Dort bat ihn Pater Josef Kentenich für die Schönstattbewegung zu arbeiten.
Von 1945 bis 1951 war er Pfarrer in Illerrieden. Von 1951 bis 1957 war er Stadtpfarrer in St. Georg (Ulm) und später Krankenhausseelsorger in Ulm bis 1962. Er verbrachte seinen Lebensabend als Hausgeistlicher auf der Liebfrauenhöhe der Schönstattschwestern in Ergenzingen.

## Würdigung
Die Stadt Ulm benannte 1996 den Pfarrer-Weiß-Weg im Stadtteil Söflingen nach ihm. An seiner ehemaligen Wirkungsstätte, dem Pfarrhaus im Söflinger Klosterhof, wurde 1993 eine von seinem Freund Otl Aicher entworfene Gedenktafel mit seinem Porträt angebracht.